# Robič (priimek)
Robič je priimek več znanih Slovencev:
- Borut Robič (*1960), računalnikar, univ. prof.
- Dušan Robič (1933—2013), gozdarski strokovnjak
- Franc Robič (1841—1913), profesor in politik
- Hugon Robič (1886—1937), dermatovenerolog
- Jure Robič (1965—2010), ultramaratonski kolesar
- Luka Robič (1813—1891), politik in rodoljub
- Maks Robič (1892—1954), filozof, profesor, prevajalec in publicist
- Matija Robič (1802—1892), duhovnik, cerkveni zgodovinar in pravnik
- Robert Robič, metalurg
- Rudi Robič (1923—?), pesnik, pisatelj (inž. gradbeništva)
- Samo Robič, kemijski tehnolog, šolnik (ravnatelj Gimnazijie in srednje kemijske šole Ruše)
- Sašo Robič (1967—2010), alpski smučar
- Simon Robič (1824—1897), duhovnik in prirodoslovni zbiralec
- Tatjana Robič Pikel, antropologinja
- Tone Robič, kmetijski strokovnjak